# Connacht-Ulster

Connacht-Ulster war einer der vier irischen Wahlkreise für die Wahlen zum Europäischen Parlament. Er bestand von 1979 bis 2004 und stellte jeweils in jeder Wahlperiode drei Mitglieder des Europäischen Parlaments (MEPs). Connacht-Ulster wurde 2004 durch den Wahlbezirk Nord-West ersetzt.
Siehe auch: Connacht